# Karen Marsden
Karen Elizabeth Marsden (Perth, 28 de noviembre de 1962) es una exjugadora australiana de hockey sobre césped.

## Trayectoria
Marsden tuvo su primera participación, en unos Juegos Olímpicos, en la edición de Atlanta 1996. En el torneo olímpico derrotó a Corea del Sur en la final y obtuvo la medalla de oro.